# のぎ天
『のぎ天』（のぎてん、NOGITEN）・『のぎ天2』（のぎてん2）は、日本のRakuten TVで配信されたバラエティ番組。2019年9月30日に配信を終了した。

## 概要
乃木坂46のアンダーメンバーがアイドル力に磨きをかけるため、様々な企画にチャレンジする番組。ボウリング、キャンプ、寝起きドッキリ、滝修行、パリJAPANEXPOの取材などのロケや、釣りサークル、料理サークル、ゴルフサークル、文芸サークル、猫部などのサークル活動が行われた。
中でも川村真洋、齋藤飛鳥、斎藤ちはる、永島聖羅（部長）、中元日芽香、和田まあやが出演していた「ゴルフサークル」は、 単独番組『乃木坂ゴルフ倶楽部』としてシリーズ化され、第1回が2015年7月24日に楽天SHOWTIMEから配信された。2016年1月29日配信の『乃木坂ゴルフ倶楽部』第14回からはもともとゴルフサークルメンバーではなかった相楽伊織、新内眞衣、中田花奈、松村沙友理らも出演するようになったが、同年12月23日配信の第30回で最終回を迎えた。また、2015年11月16日、雑誌『GREEN GORA』に「のぎ天GOLF部」が紹介され、「パッティング対決」などの企画が掲載され始めた。
2016年2月に配信された『乃木坂46 4th Anniversary 乃木坂46時間TV』の番組内で一夜限り復活した後、2016年6月17日から『のぎ天2』が配信開始された。
2019年9月30日15時、「のぎ天」「のぎ天2」全話を配信終了。

## のぎ天
『のぎ天』（のぎてん、NOGITEN）は、2014年7月11日から2015年7月10日まで（配信開始日）日本の楽天SHOWTIMEで配信されていたバラエティ番組。2019年9月30日に配信を終了した。

### 出演者
レギュラー
- 乃木坂46（のぎざか フォーティーシックス）：アンダーメンバー[12]。
- 早出明弘（そうであきひろ）：MC[要出典]。
- 有島モユ：ナレーター

### 配信時間
| 放送期間                      | 放送日時       | 配信元       | 備考     |
| ----------------------------- | -------------- | ------------ | -------- |
| 2014年7月11日 - 2015年7月10日 | 金曜日 15:00 - | 楽天SHOWTIME | 無料配信 |

### 配信日程
| 回 | 放送日         | タイトル                                           |
| -- | -------------- | -------------------------------------------------- |
| 1  | 2014年07月11日 | アイドルなら高くて当たり前!? 乃木坂女子力チェック! |
| 2  | 2014年07月18日 | パリ行き争奪 ボウリング対決!（前篇）               |
| 3  | 2014年07月25日 | パリ行き争奪 ボウリング対決!（後篇）               |
| 4  | 2014年08月01日 | のぎ天クイズ! in パリ!!（前半戦）                  |
| 5  | 2014年08月08日 | のぎ天クイズ! in パリ!!（後半戦）                  |
| 6  | 2014年08月15日 | のぎ天 in パリ JAPAN EXPO に潜入!                  |
| 7  | 2014年08月22日 | 10th新アンダーメンバーで夏合宿!（1）               |
| 8  | 2014年08月29日 | 10th新アンダーメンバーで夏合宿!（2）               |
| 9  | 2014年09月05日 | 10th新アンダーメンバーで夏合宿!（3）               |
| 10 | 2014年09月12日 | アンダーライブに向けて精神修行をしよう!（1）       |
| 11 | 2014年09月19日 | アンダーライブに向けて精神修行をしよう!（2）       |
| 12 | 2014年09月26日 | アンダーライブに向けて精神修行をしよう!（3）       |
| 13 | 2014年10月03日 | 街ブラでリポート力を上げよう!（前編）              |
| 14 | 2014年10月10日 | 街ブラでリポート力を上げよう!（後編）              |
| 15 | 2014年10月17日 | 釣りサークル!                                      |
| 16 | 2014年10月24日 | 料理サークル!                                      |
| 17 | 2014年10月31日 | ゴルフサークル!                                    |
| 18 | 2014年11月07日 | 鎌倉・江ノ島ご褒美の旅                             |
| 19 | 2014年11月14日 | 鎌倉・江ノ島ご褒美の旅（後半戦）                   |
| 20 | 2014年11月21日 | ゴルフサークル PART2                               |
| 21 | 2014年11月28日 | アスレチックバトル!!（1）                          |
| 22 | 2014年12月05日 | アスレチックバトル!!（2）                          |
| 23 | 2014年12月12日 | 釣りサークル PART2（前半戦）                       |
| 24 | 2014年12月19日 | 釣りサークル PART2（後半戦）                       |
| 25 | 2014年12月26日 | ゴルフサークル PART3                               |
| 26 | 2015年01月02日 | お正月だよ! のぎ天新年会 2015（前半戦）            |
| 27 | 2015年01月09日 | お正月だよ! のぎ天新年会 2015（後半戦）            |
| 28 | 2015年01月16日 | 文芸サークル（前半戦）                             |
| 29 | 2015年01月23日 | 文芸サークル（後半戦）                             |
| 30 | 2015年01月30日 | ゴルフサークル PART4                               |
| 31 | 2015年02月06日 | ミスバレンタイン選手権                             |
| 32 | 2015年02月15日 | 生配信スペシャル!                                  |
| 33 | 2015年02月20日 | 3rd YEAR BIRTHDAY LIVE 直前 SP                     |
| 34 | 2015年02月27日 | ゴルフサークル PART5                               |
| 35 | 2015年03月06日 | 生配信振り返り! 〜第1部〜                          |
| 36 | 2015年03月13日 | 生配信振り返り! 〜第2部〜                          |
| 37 | 2015年03月20日 | ワカサギ釣りコンペ（前半戦）                       |
| 38 | 2015年03月27日 | ワカサギ釣りコンペ（後半戦）                       |
| 39 | 2015年04月03日 | ゴルフサークル PART6（後半戦）                     |
| 40 | 2015年04月10日 | 料理サークル in 木更津（前半戦）                   |
| 41 | 2015年04月17日 | 料理サークル in 木更津（後半戦）                   |
| 42 | 2015年04月24日 | のぎ天猫部!                                        |
| 43 | 2015年05月03日 | 生配信スペシャル!                                  |
| 44 | 2015年05月08日 | 乃木團台湾ライブ密着（前半戦）                     |
| 45 | 2015年05月15日 | 乃木團台湾ライブ密着（後半戦）                     |
| 46 | 2015年05月22日 | ゴルフサークル PART7（前半戦）                     |
| 47 | 2015年05月29日 | ゴルフサークル PART7（後半戦）                     |
| 48 | 2015年06月05日 | のぎ天クイズ in 台湾（前半戦）                     |
| 49 | 2015年06月12日 | のぎ天クイズ in 台湾（後半戦）                     |
| 50 | 2015年06月19日 | のぎ天猫部! 〜猫町谷中編〜                         |
| 51 | 2015年06月26日 | ゴルフサークル PART8（前半戦）                     |
| 52 | 2015年07月03日 | ゴルフサークル PART8（後半戦）                     |
| 53 | 2015年07月10日 | のぎ天初夏の牧場巡り                               |

## のぎ天2
『のぎ天2』（のぎてん ツー、NOGITEN2）は、2016年6月17日から2019年6月28日まで（配信開始日）日本のRakuten TVで配信されていたバラエティ番組。『のぎ天』の後継番組。無料配信だった『のぎ天』と違い、『のぎ天2』は有料となった（「のぎ天」は「のぎ天2」配信開始後も無料配信を継続した）。また、番組公式Twitterアカウントも開設された。2019年9月30日に配信を終了した。

### 出演者
レギュラー
- 乃木坂46（のぎざか フォーティーシックス）：アンダーメンバー[1]。

### 配信時間
| 放送期間                      | 放送日時 | 配信元                                         | 備考     |
| ----------------------------- | -------- | ---------------------------------------------- | -------- |
| 2016年6月17日 - 2019年6月28日 | 不定期   | 楽天SHOWTIME→Rakuten TV（2017年7月に名称変更） | 有料配信 |

### 配信日程
| 回        | 放送日         | タイトル                                                     | 出演メンバー | 備考 |
| --------- | -------------- | ------------------------------------------------------------ | --- | --- |
| 1         | 2016年06月17日 |                                                              | 伊藤万理華、井上小百合、斉藤優里、新内眞衣、中田花奈、樋口日奈 | 生配信。アーカイブの公開は2日後。 |
| 2         | 2016年06月17日 |                                                              | 伊藤かりん、伊藤純奈、川後陽菜、斎藤ちはる、能條愛未、和田まあや | 生配信。アーカイブの公開は2日後。 |
| 3         | 2016年07月01日 |                                                              | 井上小百合、川村真洋、斉藤優里、新内眞衣、渡辺みり愛、和田まあや | 生配信。アーカイブの公開は2日後 |
| 4         | 2016年07月15日 |                                                              | 伊藤かりん、伊藤万理華、川後陽菜、鈴木絢音、寺田蘭世、中田花奈 | |
| 5         | 2016年08月05日 |                                                              | 伊藤かりん、伊藤純奈、伊藤万理華、井上小百合、川後陽菜、川村真洋、斉藤優里、相楽伊織、佐々木琴子、新内眞衣、鈴木絢音、寺田蘭世、中田花奈、能條愛未、樋口日奈、山崎怜奈、渡辺みり愛、和田まあや             | |
| 6         | 2016年08月19日 |                                                              | 伊藤かりん、伊藤純奈、伊藤万理華、井上小百合、川後陽菜、川村真洋、斎藤ちはる、斉藤優里、相楽伊織、佐々木琴子、新内眞衣、鈴木絢音、寺田蘭世、中田花奈、能條愛未、樋口日奈、山崎怜奈、渡辺みり愛、和田まあや | |
| 7         | 2016年09月02日 |                                                              | 伊藤かりん、伊藤純奈、伊藤万理華、井上小百合、川後陽菜、川村真洋、斎藤ちはる、相楽伊織、佐々木琴子、新内眞衣、鈴木絢音、寺田蘭世、中田花奈、能條愛未、樋口日奈、山崎怜奈、渡辺みり愛、和田まあや           | |
| 8         | 2016年09月16日 |                                                              | 伊藤万理華、井上小百合、斉藤優里、新内眞衣、能條愛未、樋口日奈 | 生配信。アーカイブの公開は2日後。 |
| 9         | 2016年10月07日 |                                                              | 伊藤かりん、相楽伊織、佐々木琴子、中田花奈、和田まあや、渡辺みり愛 | |
| 10        | 2016年10月30日 |                                                              | 川村真洋、斎藤ちはる、斉藤優里、樋口日奈、山崎怜奈、和田まあや | 生配信。アーカイブの公開は2日後。 |
| 11        | 2016年11月04日 |                                                              | 伊藤純奈、川後陽菜、斉藤優里、中田花奈、能條愛未、樋口日奈 | |
| 12        | 2016年11月27日 |                                                              | 伊藤かりん、伊藤純奈、相楽伊織、中田花奈、寺田蘭世、渡辺みり愛 | 生配信。アーカイブの公開は3日後。 |
| 13        | 2016年12月02日 |                                                              | 川後陽菜、川村真洋、斎藤ちはる、斉藤優里、能條愛未、和田まあや | |
| 14        | 2016年12月25日 |                                                              | 伊藤かりん、伊藤純奈、相楽伊織、鈴木絢音、山崎怜奈、渡辺みり愛 | 生配信。アーカイブの公開は3日後。 |
| 15        | 2017年01月06日 |                                                              | 川後陽菜、川村真洋、斎藤ちはる、斉藤優里、佐々木琴子、寺田蘭世、中田花奈、能條愛未、樋口日奈、和田まあや                                                                                                   | |
| 16        | 2017年01月26日 | 相楽伊織の理想の休日 in 下北沢                               | 相楽伊織、鈴木絢音、山崎伶奈、渡辺みり愛 | |
| 17        | 2017年02月03日 | ちょっとテンションの上がる休日！                             | 伊藤かりん、伊藤純奈、斎藤ちはる、佐々木琴子 | |
| 18        | 2017年02月27日 | 川後陽菜の理想の休日 in 原宿                                 | 川村真洋、川後陽菜、能條愛未、和田まあや | |
| 19        | 2017年03月17日 | 鈴木絢音の理想の休日 in 神楽坂                               | 川村真洋、川後陽菜、斎藤ちはる、鈴木絢音、山崎怜奈 | |
| 20        | 2017年03月24日 | 渡辺みり愛の理想の休日 in 横浜中華街                         | 相楽伊織、和田まあや、渡辺みり愛 | |
| 21        | 2017年04月08日 | アンダーライブ決起集会                                       | 伊藤かりん、川後陽菜、川村真洋、斎藤ちはる、佐々木琴子、相楽伊織、鈴木絢音、山崎怜奈、渡辺みり愛、和田まあや                                                                                               | 生配信。アーカイブの公開は3日後。 |
| 22        | 2017年04月09日 | アンダーライブ直前スペシャル                                 | 伊藤かりん、伊藤純奈、川後陽菜、川村真洋、斎藤ちはる、相楽伊織、佐々木琴子、鈴木絢音、能條愛未、山崎怜奈、渡辺みり愛、和田まあや                                                                           | 2017年9月30日に公開終了。 |
| 23        | 2017年05月12日 | アンダーライブ裏側密着 前半戦                                | 伊藤かりん、伊藤純奈、川後陽菜、川村真洋、斎藤ちはる、相楽伊織、佐々木琴子、鈴木絢音、能條愛未、山崎怜奈、渡辺みり愛、和田まあや                                                                           | 2017年9月30日に公開終了。 |
| 24        | 2017年05月27日 | アンダーライブ裏側密着 後半戦                                | 伊藤かりん、伊藤純奈、川後陽菜、川村真洋、斎藤ちはる、相楽伊織、佐々木琴子、鈴木絢音、能條愛未、山崎怜奈、渡辺みり愛、和田まあや                                                                           | 2017年9月30日に公開終了。 |
| 25        | 2017年06月09日 | 川後プロデュース 佐々木琴子 改造企画                         | 川後陽菜、佐々木琴子 | |
| 26        | 2017年06月23日 | 山崎怜奈の理想の休日 in 谷根千                               | 伊藤純奈、鈴木絢音、山崎怜奈、渡辺みり愛 | |
| 27        | 2017年07月08日 | 真夏の全国ツアー2017東京公演を振り返ろう！                   | 伊藤かりん、伊藤純奈、相楽伊織、佐々木琴子、鈴木絢音、山崎怜奈、渡辺みり愛 | 生配信。アーカイブの公開は5日後。 |
| 28        | 2017年07月21日 | 夏の納涼祭！                                                 | 北野日奈子、斉藤優里、寺田蘭世、中田花奈、能條愛未、樋口日奈 | |
| 29        | 2017年08月18日 | 渡辺みり愛プロデュース！柴又ぶらり旅                         | 相楽伊織、鈴木絢音、渡辺みり愛 | |
| 30        | 2017年08月25日 | 気になる○○カフェで写真対決！                                 | 川後陽菜、斎藤ちはる、斉藤優里、和田まあや | |
| 31        | 2017年09月16日 |                                                              | 伊藤かりん、川後陽菜、相楽伊織、佐々木琴子、鈴木絢音 | 生配信。アーカイブの公開は5日後。 |
| 32        | 2017年09月29日 | ボードゲームで遊ぼう!!                                       | 伊藤純奈、斎藤ちはる、寺田蘭世、能條愛未、山崎怜奈、和田まあや | |
| 33        | 2017年10月13日 | 寺田蘭世の理想の休日                                         | 鈴木絢音、寺田蘭世、能條愛未 | |
| 34        | 2017年10月27日 | 樋口日奈の理想の休日 商店街食べ歩きツアー in 巣鴨            | 伊藤かりん、伊藤純奈、斎藤ちはる、樋口日奈 | |
| 35        | 2017年11月10日 | アンダーライブ全国ツアー2017 福岡公演に密着・前編            | 伊藤かりん、伊藤純奈、川後陽菜、川村真洋、北野日奈子、斎藤ちはる、斉藤優里、相楽伊織、佐々木琴子、鈴木絢音、寺田蘭世、中田花奈、中元日芽香、能條愛未、樋口日奈、山崎怜奈、渡辺みり愛、和田まあや           | 公開終了。 |
| 36        | 2017年11月24日 | アンダーライブ全国ツアー2017 福岡公演に密着・後編            | 伊藤かりん、伊藤純奈、川後陽菜、川村真洋、北野日奈子、斎藤ちはる、斉藤優里、相楽伊織、佐々木琴子、鈴木絢音、寺田蘭世、中田花奈、中元日芽香、能條愛未、樋口日奈、山崎怜奈、渡辺みり愛、和田まあや           | 公開終了。 |
| 37        | 2017年12月15日 | アンダーアルバム ヒット祈願 〜前編〜                         | 伊藤かりん、川後陽菜、川村真洋、斎藤ちはる、相楽伊織、佐々木琴子、鈴木絢音、寺田蘭世、能條愛未、樋口日奈、渡辺みり愛、和田まあや                                                                           | |
| 38        | 2017年12月22日 | アンダーアルバム ヒット祈願 〜後編〜                         | 伊藤かりん、川後陽菜、川村真洋、斎藤ちはる、相楽伊織、佐々木琴子、鈴木絢音、寺田蘭世、能條愛未、樋口日奈、渡辺みり愛、和田まあや                                                                           | |
| 39        | 2018年01月12日 | アンダーアルバム発売記念＆新年会！                           | 伊藤かりん、川後陽菜、川村真洋、斎藤ちはる、佐々木琴子、能條愛未、山崎怜奈、和田まあや（VTRでは寺田蘭世、樋口日奈も出演）                                                                                  | 生配信。アーカイブの公開は4日後。 |
| 40        | 2018年01月26日 | 新年会〜後編〜                                               | 伊藤かりん、川後陽菜、川村真洋、斎藤ちはる、佐々木琴子、能條愛未、樋口日奈、山崎怜奈、和田まあや | |
| 41        | 2018年02月09日 | 復活！猫部 in 鎌倉                                           | 佐々木琴子、寺田蘭世、能條愛未、渡辺みり愛、和田まあや | |
| 42        | 2018年02月23日 | 写真部 in 鎌倉                                               | 伊藤かりん、斎藤ちはる、相楽伊織、鈴木絢音 | |
| 43        | 2018年03月20日 | 特別企画！さゆりんご軍団徹底ガイド！                         | 伊藤かりん、佐々木琴子、寺田蘭世、松村沙友理 | 4日後に『NOGIZAKA46 6th Anniversary 乃木坂46時間TV』で、Rakuten TVがさゆりんご軍団の冠番組を独占配信することから、同番組応援企画の特別版。 |
| 44        | 2018年03月30日 | 川村真洋プレゼンツ！カラオケ大会！                           | 伊藤純奈、川村真洋、斎藤ちはる、斉藤優里、中田花奈 | |
| 45        | 2018年04月14日 | 乃木坂46時間TVを振り返ろう！                                 | 斉藤優里、相楽伊織、佐々木琴子、鈴木絢音、中田花奈、能條愛未 | 生配信。アーカイブの公開は4日後。 |
| 46        | 2018年04月27日 | 配信46回記念スペシャル！                                     | 伊藤純奈、川後陽菜、斎藤ちはる、斉藤優里、中田花奈、山崎怜奈、渡辺みり愛、和田まあや | |
| 47        | 2018年05月24日 | 3期生初登場！                                                | 伊藤純奈、伊藤理々杏、梅澤美波、斉藤優里、阪口珠美、鈴木絢音、中村麗乃 | 生配信。アーカイブの配信は4日後。 |
| 48        | 2018年05月30日 | 3期生初登場！その（2）                                       | 伊藤かりん、岩本蓮加、川後陽菜、佐々木琴子、佐藤楓、向井葉月、吉田綾乃クリスティー | |
| 49        | 2018年06月10日 |                                                              | 伊藤かりん、斉藤優里、阪口珠美、相楽伊織、山崎怜奈、吉田綾乃クリスティー | 生配信。アーカイブの配信は1日後。 |
| 50        | 2018年06月22日 | 第2回！室内スポーツ大会！                                    | 伊藤かりん、川後陽菜、斎藤ちはる、斉藤優里、能條愛未、和田まあや | |
| 51        | 2018年07月13日 | のぎ天2＃51 写真部 第2弾！                                   | 伊藤かりん、斎藤ちはる、相楽伊織 | |
| 52        | 2018年07月27日 | 佐藤楓の理想の休日 in 原宿・渋谷                             | 阪口珠美、佐藤楓、樋口日奈、向井葉月 | |
| 53        | 2018年08月10日 |                                                              | 伊藤純奈、伊藤理々杏、川後陽菜、寺田蘭世、中村麗乃、向井葉月 | 生配信。アーカイブの配信は1日後。 |
| 54        | 2018年08月24日 | 阪口珠美の京都妄想旅                                         | 阪口珠美、佐藤楓、中田花奈、樋口日奈、吉田綾乃クリスティー、和田まあや | |
| 55        | 2018年09月13日 | フォーチュン中田のタロット占い                               | 伊藤かりん、阪口珠美、佐々木琴子、佐藤楓、フォーチュン中田 | 生配信。アーカイブの配信は1日後。 |
| 56        | 2018年09月28日 | クリスティー-1グランプリ！                                   | 阪口珠美、中村麗乃、向井葉月、山﨑怜奈、吉田綾乃クリスティー、和田まあや | |
| 57        | 2018年10月11日 | 能條愛未全面プロデュース 秋のご褒美争奪バトル！              | 伊藤かりん、伊藤純奈、川後陽菜、佐々木琴子、能條愛未、樋口日奈 | 生配信。アーカイブの配信は1日後。 |
| 58        | 2018年10月26日 | 川後先輩と仲良くなりたい！                                   | 川後陽菜、久保史緒里、中田花奈、中村麗乃、向井葉月、吉田綾乃クリスティー | |
| 59        | 2018年11月08日 | 芸術の秋 絵心ゲーム対決                                      | 伊藤純奈、岩本蓮加、阪口珠美、中村麗乃、樋口日奈、和田まあや | 生配信。アーカイブの配信は1日後。 |
| 60        | 2018年11月22日 | 渡辺みり愛presents 心理テスト！                              | 北野日奈子、寺田蘭世、中田花奈、向井葉月、吉田綾乃クリスティー、渡辺みり愛 | |
| 61        | 2018年12月21日 | 川後のワガママ インスタ映え卒業アルバムを作ろう！            | 伊藤かりん、伊藤純奈、川後陽菜、佐々木琴子 | |
| 62        | 2018年12月28日 | 久保史緒里の理想の休日                                       | 久保史緒里、阪口珠美、寺田蘭世、向井葉月 | |
| 63        | 2019年01月11日 | アンダーライブ関東シリーズの裏側に潜入！（前編）             | 伊藤かりん、伊藤純奈、岩本蓮加、川後陽菜、北野日奈子、久保史緒里、阪口珠美、佐々木琴子、鈴木絢音、寺田蘭世、中田花奈、中村麗乃、樋口日奈、向井葉月、山崎怜奈、吉田綾乃クリスティー、渡辺みり愛、和田まあや | |
| 64        | 2019年01月25日 | アンダーライブ関東シリーズの裏側に潜入！（後編）             | 伊藤かりん、伊藤純奈、岩本蓮加、川後陽菜、北野日奈子、久保史緒里、阪口珠美、佐々木琴子、鈴木絢音、寺田蘭世、中田花奈、中村麗乃、樋口日奈、向井葉月、山崎怜奈、吉田綾乃クリスティー、渡辺みり愛、和田まあや | |
| 65        | 2019年02月01日 | 向井葉月、5番勝負！                                          | 伊藤かりん、中村麗乃、向井葉月、吉田綾乃クリスティー、和田まあや | 生配信。アーカイブの公開は1日後 |
| 66        | 2019年02月15日 | 第2回ボードゲーム大会！                                      | 伊藤かりん、北野日奈子、佐々木琴子、渡辺みり愛、和田まあや | |
| 67        | 2019年03月22日 | 第1回 寺田杯争奪 料理女王決定戦！                            | 伊藤純奈、岩本蓮加、北野日奈子、寺田蘭世、和田まあや | |
| 68        | 2019年03月29日 | 中村麗乃のゆめかわいいツアー                                 | 久保史緒里、鈴木絢音、中田花奈、中村麗乃 | |
| 69        | 2019年04月12日 | 舞台「ナナマル サンバツ THE QUIZ STAGE」配信記念!クイズ大会! | 北野日奈子、阪口珠美、鈴木絢音、向井葉月、吉田綾乃クリスティー、和田まあや | 生配信。アーカイブの公開は1日後 |
| 70        | 2019年04月26日 | 伊藤純奈と舞台のことで盛り上がりたい!                        | 伊藤かりん、伊藤純奈、佐々木琴子、寺田蘭世、中田花奈、中村麗乃 | |
| 71        | 2019年05月24日 | かりんちゃん卒業SP!                                          | 伊藤かりん、伊藤純奈、佐々木琴子、中田花奈、和田まあや | |
| 72        | 2019年05月31日 | 3期生だけでやりたいことをやっちゃおう!                       | 中村麗乃、向井葉月、吉田綾乃クリスティー | |
| 73        | 2019年06月21日 | のぎ天の名場面を振り返ろう!                                  | 伊藤純奈、佐々木琴子、寺田蘭世、中田花奈、中村麗乃、樋口日奈、向井葉月、山崎怜奈、吉田綾乃クリスティー、和田まあや                                                                                         | |
| 74 最終回 | 2019年06月28日 | 和田まあやのやり残したことをやり尽くそう!                    | 伊藤純奈、佐々木琴子、寺田蘭世、中田花奈、中村麗乃、樋口日奈、向井葉月、山崎怜奈、吉田綾乃クリスティー、和田まあや                                                                                         | |